# Лубумбаши
Лубумбаши (на френски и на суахили: Lubumbashi) е вторият по население град в Демократична република Конго.

## География
Населението му е от 1 283 380 жители (по приблизителна оценка от 2004 г.). Разположен е в южната част на страната в провинция Катанга на 1208 метра н.в. Площта му е 747 км2, изцяло суша. Лубумбашкият университет и Международно летище Лубумбаши на 6,4 км от града, както и ботаническа и зоологически градини са разположени в града. Развити са металургичната, полиграфската и дърводобивната промишленост. Има обсерватория.

## История
Градът в основан през 1910 г. До 1966 г. града се е наричал Елизабетвил.